# 16250 Delbó
16250 Delbó là một tiểu hành tinh vành đai chính với chu kỳ quỹ đạo là 1283.2402901 ngày (3.51 năm).
Nó được phát hiện ngày 26 tháng 4 năm 2000.